# Yinchie zaohui
Yinchie zaohui är en fjärilsart som beskrevs av Yang 1978. Yinchie zaohui ingår i släktet Yinchie och familjen mätare. Inga underarter finns listade i Catalogue of Life.